# Anni 670
Gli anni 670 sono il decennio che comprende gli anni dal 670 al 679 inclusi.

## Eventi, invenzioni e scoperte

### Europa

#### Regno Franco

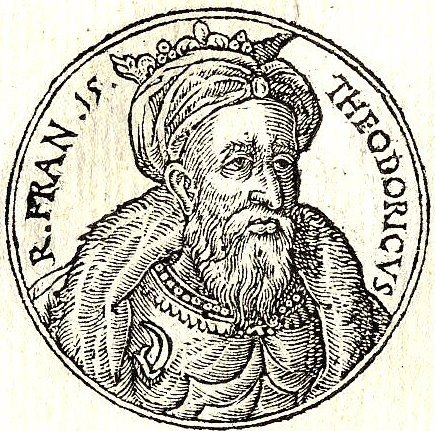
Ritratto di Teodorico III, del XVI secolo

- 679: Teodorico III diventa re di tutti i Franchi. Il Regno Franco rimarrà unito e compatto fino al Trattato di Verdun.

#### Regno Longobardo
- 671: Morte di Grimoaldo. Gli succede Garibaldo, ancora bambino, che viene però subito deposto ed ucciso. Gli succede Pertarito, che riunisce il Regno Longobardo.

#### Impero romano d'Oriente
- 674 - Primo assedio di Costantinopoli: Il Califfato Omayyade tenta di invadere per la prima volta l'Impero bizantino, un attacco che poi si rivelerà disastroso per gli arabi, che perderanno più di 30.000 soldati in 4 anni.
- 678: Il Califfato Omayyade viene sconfitto dall'esercito bizantino e leva l'assedio a Costantinopoli.
- 678: I bulgari invadono la Tracia.

#### Regno dei Visigoti
- 672: Morte di Reccesvindo. Diventa re Vamba.

### Altro

#### Religione
- 27 gennaio 672: Morte di Papa Vitaliano.
- 11 aprile 672: Diventa papa Adeodato II.
- 17 giugno 676: Morte di Papa Adeodato II.
- 2 novembre 676: Diventa papa Dono.
- 11 aprile 678: Morte di Papa Dono.
- 27 giugno 678: Diventa papa Agatone.

## Personaggi
- Pertarito, re dei longobardi
- Teodorico III, re dei franchi